# ヨロイザメ
ヨロイザメ（鎧鮫、学名:Dalatias licha）はヨロイザメ科のサメの一種。ヨロイザメ属唯一の種である。生息域は世界中に散在しており、通常は水深200 - 600メートルの海底で生活している。肝臓には豊富な肝油が含まれ、水深の深いところに潜る際に役立っている。細長い体や、とても短く丸い頭、大きな目、唇のように厚い口などが特徴。上顎についた歯は短く幅が狭いが、下顎についた歯は大きくのこぎり状になっている。全長は成魚で通常1.0-1.4メートルほど。
群れを作らない肉食魚で、大きな歯と強い噛む力を持つ。魚、甲殻類、頭足類、クラゲなど様々な物を捕食し、それらの死骸を食べることもある。また、同科のダルマザメと同様に自分より大きな動物を襲うこともある。本種は卵胎生で、10-14歳ごろに繁殖可能となる。肉や皮、肝油を得るために漁業の対象となり、主に日本やポルトガルなどで水揚げされているが、ポルトガルのアゾレス諸島などでは乱獲等の影響で水揚げ量が落ちており、IUCNは本種の保全状態評価を準絶滅危惧としている。

## 分類
当初は Squalus licha という学名でフランスの博物学者ピエール・ジョセフ・ボナテールによって1788年に記載された。これがのちにコンスタンティン・サミュエル・ラフィネスクによって記載されたシノニムからとられた、現行のヨロイザメ属（Dalatias）に移された。しかしながらラフィネスクが命名したD. sparophagusという学名は「国際動物命名規約上の疑問名に相当しふさわしくないため属名にはScymnorhinusを使う方が良い」と主張する学者もいる。属名のDalatiasはギリシャ語で「たいまつ」という意味のdolosあるいはdalouに由来する。また、種小名のlichaは本種のフランス語名であるla licheに由来する。和名は硬い皮膚に由来する「ヨロイザメ」で、他にもひれの形（英名:kitefin shark）や皮膚の色（中国名:黑黒鮫）などにちなんで各地域で様々な名前がつけられている。

## 系統と進化
分岐学の研究によって、本種と系統上最も近いのはダルマザメ属 Isistius であることが分かっており、似通った歯や骨格、筋肉の構造を持つ。この2属が分岐した時期は、中生代と新生代との境目（K-T境界）の直後、6500万年前頃だと考えられている。この分岐は、ツノザメ目の魚が深海から比較的浅い海へ進出する際に起こった大規模な適応放散の一部であるとみられている。
最古の歯の化石は、ニュージーランドで発見された始新世中期のものである。他にも様々な地質時代のものがヨーロッパやかつてのソビエト連邦、日本やインド西部などで見つかっている。現在確認されている本種の化石資料には、かつて他の様々な種として誤って分類されていた物が多い。

## 分布
ほぼ世界中の熱帯から暖温帯域の海に散在する広い生息域をもっており、僅かながらその間での個体の移動も起きていると考えられている。本種は東部太平洋と北部インド洋では確認されていない。北部大西洋ではジョージバンク、メキシコ湾北部、ブリテン諸島を含む北海からカメルーンまでの海域、地中海の中部と西部、マデイラ諸島、アゾレス諸島などで見つかっている。インド洋では南アフリカやモザンビークの沖で確認される。太平洋では日本やジャワ島、オーストラリア、ニュージーランド、ハワイ諸島で見つかっている。南大西洋でもブラジル沖で一例のみ発見例がある。
外洋深海性で、水深200 - 600メートルで最もよくみられるが、水面近くから1,800メートルほどの水深にまで発見例がある。アゾレス諸島沖では性別によって生息域が異なっており、メスは水深230メートルほど、オスは水深412 - 448メートルほどの地点にそのほとんどが生息している。大陸棚の端から大陸斜面、また島や海山の周辺などに生息する。ヨロイザメ科の魚の中で、深海といっても中層ではなく海底近くで発見されることが多いのは本種だけである。しかしながら、時折海底よりも浅い地点で多く漁獲されることがある。

## 形態

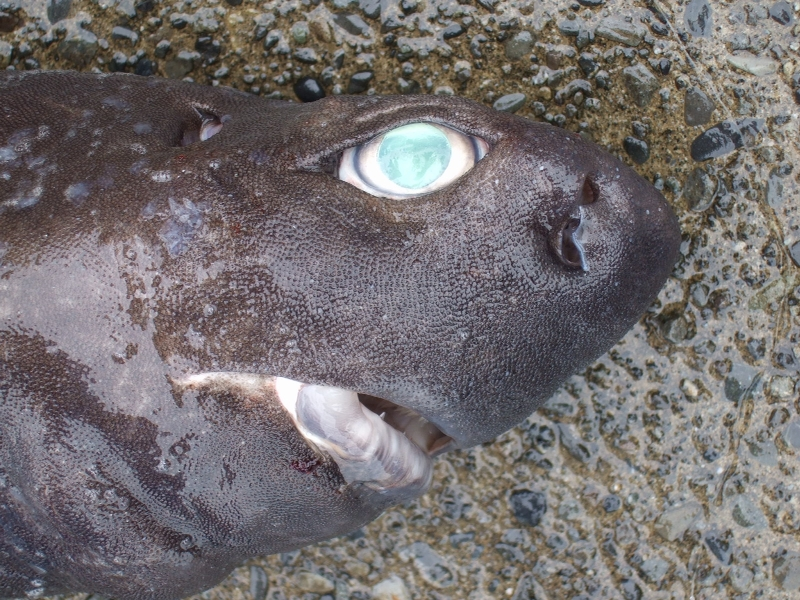
頭部。大きな目と短い鼻、厚い唇が特徴。

適度に細長い体にとても短く丸みを帯びた鼻を持っている。目と噴水孔は大きい。唇は厚く、ひだを持っている。上あごには16 - 21本、下あごには17 - 20本の歯列がある。上あごの歯は短く、幅が狭く、口の端に向けてわずかに湾曲している。下あごの歯はとても大きく鋸歯状になっており、基底部は切れ目無い刃を作るために結合している。
背びれは2枚あり、第一背鰭は第二背鰭と比べてわずかに小さく、基底部が短い。第二背鰭には1本の棘があるが、第一背鰭にはない。第一背鰭は、背面の胸びれの最後部にあたる位置から付く。一方、第二背鰭は腹びれ基底部のわずかに後方に当たる位置からのびる。尾びれの上部は丸く著しく突出し、その頂点近くには欠刻がある。尾びれの下部にもわずかに他の魚類のような丸い突出がみられる。ひれの形状と配置はマルバラユメザメと類似しているが、ヨロイザメが持つ第二背鰭の棘状の突起で区別できる。皮膚は他のサメ類と同じく皮歯（いわゆる鮫肌）と呼ばれる歯と相同の鱗で覆われている。
体色は濃い茶色か灰色であり、背中にわずかに黒の斑点が入ることもある。鰭の後縁は白か半透明に縁取られ、尾びれの頂点は黒くなっている。2003年には90センチメートルの、体の59％の色素が欠落した不完全なアルビノ個体がジェノバ湾で捕獲された。以前にマルバラユメザメで確認されたケースとは異なって、通常とは異なる体色にもかかわらず、この個体の獲物をとらえる能力は通常の個体に劣ってはいなかった。本種の成魚はたいてい1.0 - 1.4メートル、8キログラムほどであるが、最大で1.6メートルの報告があり、1.8メートル程度まで成長する可能性がある。

## 生態

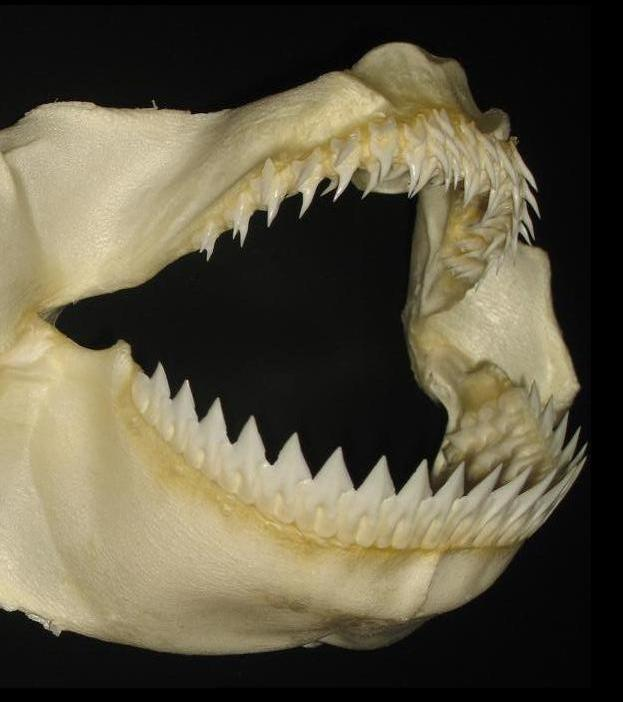
ヨロイザメの下顎の歯は切れ目無い刃を作り、自分より大きな生物の肉を噛みちぎることを可能にする。

何処の生息域でも本種は一個体で行動することが多いが、小さな群れを形成することもある。水よりも低密度である脂質（スクアレン）で満たされた大きな肝臓を持ち、ゆっくりと泳ぐ魚である。そのため中性浮力（浮きも沈みもしない状態）を保つことができ、水中での静止も容易にできる。北アフリカの海岸とイタリアのジェノヴァ沖で行われた調査では、オスの個体数がメスの個体数をそれぞれ2倍、5倍と上回っていることが発見された。この偏った性比は南アフリカでは確認されておらず、標本の偏りによる可能性がある。自分より大きなサメや肉食魚、マッコウクジラなどに捕食される。本種における寄生虫のデータは限られている。アイルランド沖で捕獲された二個体で行われた調査では、胃の中から三種の線形動物が見つかった。そのうちの一種はアニサキス属のAnisakis simplexと同定され、他の種はアニサキスと近縁の Raphidascaris 属の寄生虫ではないかと推測された。
顎は小さいながら頑強で、噛む力が非常に強く、深海における強力な捕食者である。主に深海性硬骨魚（ニギス・ワニトカゲギス類・ハダカエソ科・アオメエソ類・ハダカイワシ・ヨコエソ科・タラ類・シロカサゴ科・カツオ・クロタチカマス科・ヤセムツ科・フサアンコウ科等）を捕食するが、他にもガンギエイ、小型のサメ（ヤモリザメ類・ツノザメ類・カラスザメ類・アイザメ類）やイカ、タコ、甲殻類（端脚類・等脚類・エビ・ロブスター）、多毛類・クダクラゲなど様々な動物を捕食対象とする。近縁のダルマザメと同様に、本種もクジラやサメなど自分より大きい魚から生きたまま肉を削り取って食べることが出来る。泳ぎの遅い本種が捕食した魚の中に泳ぎの速い種が含まれていることで、本種が腐肉食動物であるか、または他に自分より動きの速い魚を捕食する手段を持っていることが推測される。地中海では硬骨魚が主要な獲物であり、冬から春にはサメが、夏には甲殻類が2番めに重要な獲物であった。理由は分かっていないものの、捕獲された個体のうちオスの方がメスと比べて胃に食物が多く溜まっている傾向がある。
無胎盤性の胎生であり、胚は子宮内で卵黄の栄養を使って一定期間成長する。成熟雌の卵巣と子宮は左右ともに機能する。地中海では春と秋を最盛期として繁殖は一年中起こる。一度妊娠したメスにおいては、次の妊娠まで1年間ほど間が空くとみられている。胎児の数は一度の妊娠で10 - 16匹ほどで、メスの全長が大きいほど多くなる。子供は、地域によって差異はあるものの最大で2年間の妊娠期間を経て、30-45センチメートルほどの大きさで生まれる。オスは77 - 121センチメートルほど、メスは117 - 159センチメートルほどで性成熟を迎える。産まれたときの全長と、性的成熟時の全長、その後の最大全長の間には相関関係はない。

## 人間との関係

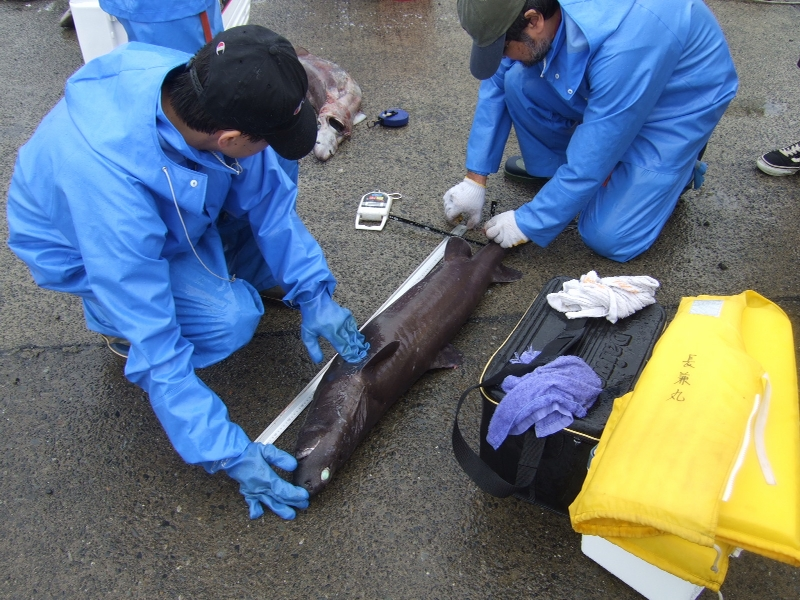
日本の研究者がヨロイザメの体長を計測している。本種は長らく経済的に重要な魚であった。

生息域は深海であるため人間に直接危害を及ぼすことはない。しかし本種の上あごの歯が突き刺さっている海底ケーブルが見つかっており、それから及ぶ被害が懸念されている。本種の人間による利用の歴史は長い。肉は東大西洋岸の国々や日本で消費され、内臓肉も魚粉の原料とされる。また、肝油はポルトガルや日本、南アフリカで利用され、皮膚は一種の鮫皮としてヨーロッパ等で家具や装飾品に使われる。しかしながら本種は、西大西洋岸の国々では商業的価値をもたない。
本種の漁獲の深海域への拡大によって、成長と繁殖の周期が遅い、本種を含めた深海性のサメの乱獲への懸念は強くなった。この懸念は、アゾレス諸島における本種の漁獲量の急激な減少によって裏付けられる。アゾレス諸島における本種を目的とした漁獲は、1970年代初頭に肝油を採るために始まった。1980年代初頭には底引き網漁などによって漁業規模が拡大し、その結果1983年には漁獲量のピークに達し937トンを水揚げした。しかし1991年以降漁獲量は急激に減少し、年に15トンほどとなった。肝油の価格が下落したこともあり、1990年代の終わりには漁業はほとんど行われなくなった。北東大西洋において、生息数は乱獲前の50%にまで減少したとみられている。
現在の本種の水揚げは、主にポルトガルと日本の近海で行われている底引き網漁などにおける、混獲（他魚を狙った漁業で捕獲されること）によるものである。ポルトガルは2000年に282トン、2001年に119トン、本種を混獲によって水揚げしたと報告している。北東大西洋においてはこの魚は珍しく、捕獲の報告は他種との混同による間違いであることも多い。ブリテン島の東部で行われている深海刺し網漁で他魚に混ざって漁獲されることも有るが、この海域でも個体数は1970年代と比べて減少していることが調査によって分かっている。地中海では底引き網や刺し網にまれにかかる。南半球でもオーストラリアやニュージーランドで盛んに水揚げされた時期もあった。現在では本種は通常、網にかかっても生きたまま海に返されるが、その多くは深海までたどり着くことが出来ずに死んでしまう。IUCNは、本種を全世界において準絶滅危惧と評価し、北東大西洋の個体群については前述のような個体数の減少から、危急種と評価した。
飼育例は少なく、2017年の冬に沼津港深海水族館で飼育された例がある。